# Diluant (excipient pharmaceutique)
Un diluant est un excipient utilisé dans la formulation galénique d'un comprimé (ou d'une gélule, ...), notamment pour l'industrie pharmaceutique. 
La fonction d'un diluant est assez basique : il sert surtout à obtenir un volume de poudre suffisant pour fabriquer un comprimé de la taille désirée. Il doit être inerte, comme tout excipient. Il doit posséder des caractéristiques physiques adaptée à la technique de fabrication choisie pour le comprimé (Compression directe, Granulation par voie humide ou granulation par voie sèche). 
Le lactose est le diluant le plus communément utilisé pour la fabrication de comprimés dans l'industrie pharmaceutique (bien que ce soit un excipient à effet notoire). 

## Liste de diluants
- Amidons
- Lactose (différents types)
- Sels minéraux